# Sulfato
Sulfato är en ort i Mexiko.   Den ligger i kommunen San Mateo Piñas och delstaten Oaxaca, i den sydöstra delen av landet, 500 km sydost om huvudstaden Mexico City. Sulfato ligger 1 247 meter över havet och antalet invånare är 105.
Terrängen runt Sulfato är huvudsakligen kuperad, men åt nordväst är den bergig. Sulfato ligger uppe på en höjd. Runt Sulfato är det ganska tätbefolkat, med 60 invånare per kvadratkilometer. Närmaste större samhälle är Santa María Huatulco, 12,4 km söder om Sulfato. I omgivningarna runt Sulfato växer i huvudsak lövfällande lövskog.